# 바그네르 모라
바그네르 모라(포르투갈어: Wagner Moura, 1976년 6월 27일 ~ )는 브라질의 배우이다.

## 출연 작품
- 시빌 워: 분열의 시대 (2024) - 조엘 역
- 그레이맨 (2022)
- 장화신은 고양이: 끝내주는 모험 (2022)
- 세르지우 (2020)
- 와스프 네트워크 (2019)
- 마리겔라 (2019)
- 나르코스 시즌1 (2015)
- 사랑해, 리우 (2014)
- 트래쉬 (2014)
- 프라이아 도 푸투로 (2013)
- 볼드 마운틴 (2013)
- 펠리니 블랙 앤 화이트 (2013)
- 엘리시움 (2013)
- 미래에서 온 남자 (2011)
- 빕스 (2010)
- 엘리트 스쿼드 2 (2010)
- 로맨스 (2008)
- 오 빠이 오 (2007)
- 엘리트 스쿼드 (2007)
- 아 마키나 (2005)
- 파라다이스 (2005)
- 니나 (2004)
- 카란디루 (2003)
- 태양의 저편 (2001)